# Jacques Charles Hyacinthe Brierre
Pour les articles homonymes, voir Brierre.
Jacques Charles Hyacinthe Brierre, né à Pithiviers dans le Loiret, le 14 janvier 1818 et mort dans la même ville, le 22 août 1896, est un homme politique français.

## Biographie
Il est le fils d'Isaac Brierre et de Victoire Guillemineau. Il est à la tête d'une importante maison de commerce de laine et de safran dans le Loiret. Il est administrateur des chemins de fer de Bourges à Beaune-la-Rolande.

## Carrière politique
Membre du conseil municipal de Pithiviers en 1852, adjoint au maire de cette ville en 1855, et maire en 1862, il compte, sous l'Empire, parmi les fonctionnaires municipaux les plus dévoués au gouvernement, et est décoré de la Légion d'honneur à la promotion du 4 août 1868.
Lorsque la ville est envahie en 1870, par les Prussiens, sa conduite entraîne d'abord sa révocation par le préfet du Loiret le 22 septembre, mais cet arrêt de révocation est rapporté le 9 octobre.
Conseiller d’arrondissement depuis 1870, il se présente comme candidat conservateur bonapartiste, aux élections législatives du 20 février 1876 : il est élu député de l’arrondissement de Pithiviers par 8 647 voix (15 090 votants, 17 429 inscrits), contre un autre candidat conservateur, le comte Bernard d’Harcourt député sortant, qui obtient 5 782 voix. Sa profession de foi contient ce passage « Défenseur convaincu du suffrage universel, persuadé qu’aucun gouvernement, s’il n’est fondé sur l’assentiment des citoyens, n’a jamais chance de durée, au cas où le chef de l’état viendrait suivant son droit, proposer la révision de la Constitution pendant la durée de législature, je demanderais que la question soit tranchée par une consultation directe  du pays ».
Brierre siège à droite, dans le groupe de l’Appel au peuple, applaudit à l’acte du 16 mai et donne son soutien au Ministre Fourtou-de Broglie. Réélu, avec l’appui du gouvernement le 14 octobre 1877, par 8 446 voix (15 514 votants, 17 761 inscrits), contre 6 961 à Monsieur Dumesnil, il continue de s’associer aux votes comme protestation de la minorité monarchiste, se prononce contre les invalidations des députés de droite, contre le ministère Dufaure à propos de l’épuration de personnel judiciaire et administratif, contre l’élection de Jules Grévy comme président de la république, contre le retour à Paris, contre l’amnistie, contre l’article 7 de la loi sur l’enseignement supérieur, contre l'application des lois existantes aux congrégations religieuses et contre le projet de rétablissement du divorce.
Il obtient sa réélection le 21 août 1881, par 7 502 voix (14 948 votants, 17 928 inscrits), contre 7 330 à Monsieur Dumesnil. Il continue de voter avec la droite : contre les projets de séparation de l’église et de l’État, contre l’expulsion des princes, pour le maintien de l’ambassade auprès du pape ; il repousse les demandes de crédits destinés à l’expédition du Tonkin. 
En octobre 1885, sur la liste conservatrice, il n’obtient que 25 089 voix, tandis que le dernier élu de la liste républicaine, M. Cochery, en réunit 46 616 et n'est pas réélu. 
Il décède à Pithiviers le 22 août 1896 à l'âge de 78 ans.